# Grau de servei
En telecomunicacions, i particularment a enginyeria de teletrànsit, la qualitat d'un servei de veu s'especifica per dues mesures: el grau de servei i la qualitat de servei.
El grau de servei és la probabilitat que una trucada en un grup de circuits sigui bloquejada o demorada en un temps superior a l'especificat, expressada com una fracció vulgar o una fracció decimal. Aquesta probabilitat sempre fa referència a l'hora carregada quan la intensitat de trànsit és la més gran. El grau de servei es pot veure independentment des de la perspectiva de les trucades entrants en vers les trucades sortints, i no és necessàriament igual en ambdues direccions o entre parelles diferents de font-destí.

## Què és el grau de servei i com es calcula
Quan un usuari intenta fer una trucada telefònica, l'equip d'encaminament que cursa la trucada ha de determinar si accepta la trucada, l'encamina a un equip alternatiu, o rebutja la trucada definitivament. Les trucades rebutjades es produeixen com a resultat d'una càrrega intensa de trànsit (congestió) al sistema, i poden resultar en una demora o en una pèrdua de la trucada. Si una trucada és demorada, l'usuari només ah d'esperar que el trànsit disminueixi, mentre que si una trucada és perduda, aquesta s'elimina del sistema.
El grau de servei és un aspecte de la qualitat que un usuari pot experimentar quan fa una trucada telefònica. Per un sistema de trucades perdudes (com ara Erlang B), el grau de servei es pot mesurar utilitzant l'Equació 1
{\displaystyle {\mbox{Grau de servei}}={\frac {\mbox{trucades perdudes}}{\mbox{trucades ofertes}}}\qquad (1)}
Per un sistema de trucades demorades (com ara Erlang C), el grau de servei es mesura utilitzant tres termes diferents:
- El retard mitjà {\displaystyle t_{d}} – Descriu el temps mitjà que un usuari espera abans d'accedir al servei si la trucada es demora
- El retard mitjà {\displaystyle t_{o}} – Descriu el temps mitjà que un usuari espera abans d'accedir al servei, independentment de si s'ha demorat la seva trucada
- La probabilitat que un usuari es demori més d'un temps t mentre espera una connexió. El temps t s'escull pel proveïdor de serveis de telecomunicacions de manera que poden mesurar si els seus serveis es conformen a un determinat grau de servei.

## On i quan es mesura el grau de servei?
El grau de servei es pot mesurar utilitzant diverses seccions d'una xarxa. Quan s'encamina una trucada d'un final a un altre, passarà per diversos intercanvis. Si el grau de servei es calcula sobre la base del nombre de trucades bloquejades pel circuit final, llavors el grau de servei és determinat pels criteris de blocatge del circuit final. Si el grau de servei es calcula sobre la base del nombre de trucades bloquejades entre intercanvis, llavors el grau de servei és determinat pels criteris de blocatge dels intercanvis.
El grau de servei s'hauria de calcular utilitzant les xarxes tant d'accés com principals, ja que són aquestes xarxes les que permeten a un usuari completar la seva connexió punt a punt. A més, el grau de servei s'hauria de calcular basant-se en la mitjana de les intensitats de trànsit de l'hora meś carregada, dels 30 dies més carregats de l'any. Això bastaria per la majoria dels escenaris, ja que la intensitat de trànsit rarament sobrepassarà aquest nivell de referència.

## Classe de Servei
Aplicacions de telecomunicacions diferents necessiten diferents qualitats de servei. Per exemple, si un proveïdor de serveis de telecomunicacions decideix oferir connexions de veu de diferents qualitats, llavors es necessitaria una connexió de veu especial de millor qualitat comparada amb la connexió de veu ordinària. Per tant, qualitats de servei diferents són apropiades depenent de la intenció d'ús. Per ajudar els proveïdors de serveis de telecomunicacions a posar al mercat els seus serveis diferents, cada servei es posa a una classe específica. Cada classe de servei determina el nivell de servei requerit.
Per identificar la classe de servei d'un servei específic, els encaminadors i commutadors de la xarxa examinen la trucada basats en diferents factors. Aquests factors poden ser:
- El tipus de servei i la prioritat per procedència
- La identitat de la part iniciadora
- La identitat de la part de destí